# Ferdy Doernberg
Ferdy Doernberg (10 giugno 1967) è un tastierista britannico.
E l'ultimo membro originale dei Rough Silk, che fondò nel 1989. È stato tastierista anche negli Helloween, nei Therion e negli Holy Moses. Dal 1997 è musicista per gli Axel Rudi Pell.

## Discografia

### Da solista
- 1995 - Just A Piano And A Handful Of Dreams
- 2000 - Storyteller´s Rain
- 2006 - Till I run out of road

### Con i Rough Silk
- 1991 - Rough Silk
- 1993 - Roots Of Hate
- 1994 - Walls Of Never
- 1995 - Für Kinder, die schon alles haben - Nightbreed
- 1996 - Circle Of Pain - Or: The Secret Lies Of Timekeeping
- 1997 - Mephisto
- 1998 - Beyond The Sundown
- 1999 - Wheels Of Time
- 2000 - A Tribute To The Scorpions
- 2000 - A Tribute To Accept
- 2000 - A Tribute To ABBA
- 2001 - Symphony Of Life
- 2003 - End Of Infinity
- 2009 - A New Beginning

### Con Axel Rudi Pell
- 1998 - Oceans of Time
- 1999 - The Ballads II
- 2000 - The Wizard's Chosen Few
- 2000 - The Masquerade Ball
- 2002 - Shadow Zone
- 2002 - Knights Live
- 2004 - Kings and Queens
- 2004 - The Ballads III
- 2006 - Mystica
- 2007 - Diamonds Unlocked (Cover album)
- 2008 - Tales of the Crown
- 2009 - The Best of Axel Rudi Pell: Anniversary Edition
- 2010 - The Crest

### Con i Taraxacum
- 1999 - The One With The Ape
- 2001 - Spirit Of Freedom
- 2002 - Believe - classic vsn
- 2003 - Rainmaker

### Con Roland Grapow
- 1997 - The Four Seasons Of Life
- 1997 - I Remember
- 1999 - Kaleidoscope
- 1999 - Wacken Live
- 1999 - Paris Live 1999